# Grange cistercienne de Touchebœuf
La grange cistercienne de Touchebœuf est une grange située à Lailly, en France.

## Localisation
La grange est située dans le département français de l'Yonne, sur la commune de Lailly.

## Historique
La grange appartenait au domaine agricole de l'abbaye de Vauluisant
L'édifice est inscrit au titre des monuments historiques en 1994.